# アルファ値 (排水処理)
排水処理におけるアルファ値（Alpha value, Alpha factor）とは、排水処理に使う散気管（エアーディフューザー）を選定する上で重要な指標の一つ。

## 概要
清水（水道水や工業用水）において測定された酸素溶解効率が、実際の排水においてどれほど効率が低下するかを表す値。
水に吹込んだ空気の内、どれほどの酸素が水に溶けたかを表す酸素溶解効率（Oxygen transfer rate）は、清水で測定するが、実際に散気管を用いるのは排水であるため、酸素が溶解しづらくなり、酸素溶解効率は低下する。
アルファ値が0.5であれば、酸素溶解効率が1/2、アルファ値が0.25であれば、酸素溶解効率が1/4に低下することを表す。
アルファ値は排水の種類・含有成分に大きく左右されるため、公定式は存在しないが、界面活性剤（下水道に流入する家庭由来の排水を想定）を数ppm添加した水でテストを行なうことが多いようである。

## 日本におけるアルファ値

### 下水処理場
日本下水道事業団においてはアルファ値は0.83という定数が採用されているが、この定数に基づいて必要空気量の算定を行なった場合に、酸素不足に陥るケースがあると指摘されており、アルファ値の見直しが求められている。
ある散気管メーカーのレポートによれば、より微細な気泡を出す散気管ほどアルファ値の低下が強く現われ、濃度の薄い下水でさえアルファ値は0.5ほどにまで落ち込むとの報告がされている。

### 民間企業内の排水処理場
民間企業の排水処理場においては、アルファ値を見込まず、散気管メーカーが公表している酸素溶解効率データを基に排水処理の設計計算を行なったために、酸素不足になり処理状態が不良になるケースが多々ある。

## 海外におけるアルファ値
海外（特に欧米）では、アルファ値は広く普及した概念であり、散気管選定において非常に重視されている。
なお、シンガポールの下水道当局の指定では、アルファ値を0.23〜0.68とすること、という指定がされている下水処理場がある。
また、ポーラスディフューザーのメーカーが、依頼者の排水をテストし、アルファ値を測定して知らせるサービスを提供している会社が散見される。

## 散気管の種類によるアルファ値の違い
- ポーラスディフューザー（多孔質散気管）

日本の下水処理場で採用されている散気管のタイプで、民間企業の排水処理場でも広く使用されている。
数百μmほどの小さな孔が無数に空けられた散気管で、ゴム製のものや樹脂製のものがあり、細かな空気を水中へ吐き出し、水と空気との接触面積を増やすことで酸素を移動させる構造となっている。
日本の下水道ではBODが200mg/Lほどという低濃度で管理されているが、それほど濃度の薄い排水であっても、前述のとおり日本下水道事業団はアルファ値を0.83で計算し、アルファ値が低すぎるとの指摘がなされている。